# أليسون روز
أليسون روز (بالإنجليزية: Alison Rose)‏ هي دبلوماسية بريطانية، ولدت في 10 ديسمبر 1961 في كوفنتري في المملكة المتحدة.